# New York Race
New York Race (сокр. NYR) — гоночный симулятор, разработанный студией Kalisto Entertainment и изданный компанией Wanadoo Edition в 2001 году на PlayStation 2, PC и Game Boy Color. В игре появляются многие персонажи из фильма Пятый элемент, в том числе персонажи, которые не играли значительных ролей в фильме и не имели имён.
В России игра была локализована компаниями Nival Interactive и 1С под названием «Погоня за 5 элементом».

## Геймплей
Игрок может выбирать между 25-ю автомобилями, каждый из которых обладает уникальными преимуществами и недостатками. По характеристикам машины делятся на  три категории:
- Speeders — автомобили, имеющие хорошее ускорение, но слабую защиту.
- Hovercars — «универсальные» автомобили.
- Cruisers — медленные автомобили, обладающие очень хорошей защитой.

В New York Race есть не только большие гонки по горизонтали, они также большие по вертикали для города — это несколько миль в высоту, а также несколько миль в ширину.
В игре есть также 12 различных трасс , каждая из которых сгруппирована в одну из четырех категорий:
- Middle Class' — оживленные трассы в ярких районах Нью Йорка среднего класса.
- Jet Set — трассы, пролегающие вокруг вершин высоких башен Нью-Йорка, имеющих прекрасную эстетику.
- The Slums — основы из великих башен Нью-Йорка, они состоят из грязных областей, таких как канализационные стоки или свалки, они очень темные и туманные.
- Chinatown — китайский район города с оживлёнными улицами, красивой эстетикой и средней яркостью.

## Критика и отзывы
| Сводный рейтинг       | Сводный рейтинг |
| Агрегатор             | Оценка          |
| --------------------- | --------------- |
| MobyRank              | 70/100          |
| Иноязычные издания    |                 |
| Издание               | Оценка          |
| ActionTrip            | 76/100          |
| Eurogamer             | 6/10            |
| Русскоязычные издания |                 |
| Издание               | Оценка          |
| Absolute Games        | 80 %            |

Игра получила преимущественно позитивные отзывы от критиков. На сайте MobyGames средняя оценка составляет 70 баллов из 100 возможных.
Eurogamer дал игре шесть баллов из десяти, заявив: «New York Race — забавный маленький аркадный гоночный симулятор, который сочится в стиле, но это то, от чего вы устанете очень быстро и, как таковое, остается забавным только в коротких очередях».